# Ломио ме овај живот
Ломио ме овај живот је деветнаести албум српске фолк певачице Наде Топчагић, издат 2020. године за Гранд продакшн. Ово је први нови албум певачице после паузе од шеснаест година.

## Списак песама
| №  | Назив                      | Трајање |  |
| 1. | Ломио ме овај живот        | 4:08    |  |
| 2. | Лавица                     | 3:40    |  |
| 3. | Нигде моста, нигде ћуприје | 4:11    |  |
| 4. | Велики град                | 3:37    |  |
| 5. | Доћи ћу ти на весеље       | 3:39    |  |
| 6. | Буди срећан сине           | 3:58    |  |
| 7. | Рађало се, крстило се      | 4:10    |  |
| 8. | Жена мангуп                | 3:37    |  |
| 9. | Жена старија               | 3:04    |  |